# Chanderki, Yadgir
Chanderki là một làng thuộc tehsil Yadgir, huyện Gulbarga, bang Karnataka, Ấn Độ.